# 米科诺斯岛
米科諾斯岛（希臘語： [ˈmikonos]），是希腊爱琴海基克拉泽斯群岛中的一个岛屿，位於蒂诺斯岛、锡罗斯岛、帕罗斯岛和納克索斯島之間。該島佔地85.5平方公里（33.0平方英里），最高點海拔341公尺（1,119英尺）。根據2011年的人口普查，該島共有10,134名居民，其中大多數人居住在島上最大的西海岸城鎮米科諾斯。該城鎮也被稱為霍拉（Χώρα，意为“城镇”，当希腊岛屿上的首要城镇跟岛屿同名时，人们通常称城镇为霍拉，以区别整个同名岛屿）。行政上该岛隶属于南愛琴大區米科诺斯专区米科诺斯市镇。
米科諾斯島的別名是「風之島」 ，因為島上通常會刮著強烈的風。當代，旅遊業是該島嶼的主要產業之一，米科諾斯島現以其充滿活力的夜生活和作為同性戀友好目的地而聞名，提供眾多服務供LGBT社群使用。

## 历史
希羅多德曾提及到卡里亞人是這個島嶼的原住民，伊奧尼亞人似乎在公元前11世紀初期從雅典接踵而至。當時附近的德洛斯島上有許多人居住，距離僅2公里（1.2英里），這使得米科諾斯島成為了當地重要的供應點及過境之處。不過在古代時，這個島嶼相對貧窮，農業資源有限。其居民為多神論者，並崇拜多位神祇。
在羅馬帝國統治期間，米科諾斯島受到羅馬人的控制，隨後成為拜占庭帝國的一部分直到12世紀。1204年，隨著第四次十字军东征及君士坦丁堡的陷落，米科諾斯島被安德里亞·吉西佔領。 該島在13世紀末遭到加泰隆尼亞公司的蹂躪而受到破壞，最後於1390年交由威尼斯人直接統治。
1537年，當威尼斯人仍統治米科諾斯島時，蘇萊曼大帝的海軍上將海雷丁·巴巴羅薩襲擊了米科諾斯島，一支奧斯曼艦隊在島上建立了自己的勢力。奧斯曼帝國在卡普丹帕夏的領導下實行了自治制度，由總督和任命的市政委員會組成。1718年，當提諾斯城堡落入奧斯曼帝國之手時，最後一批威尼斯人撤離了該地區。18世紀末，米科諾斯島則持續作為貿易中心而繁榮發展，除了定期發生海盜襲擊外，還吸引了許多來自附近島嶼的移民居住於此。1794年6月，英國和法國船隻在島上的主要港口爆發了米科諾斯島海戰。

### 近代
1821年，希臘爆發獨立戰爭，米科諾斯島在民族英雄曼托·馬夫羅傅努斯的領導下發揮了重要作用。馬夫羅傅努斯是一位受過良好教育的貴族，他在啟蒙時代思想的影響下，為了希臘的事業犧牲家族的財產。 1830年，希臘成為獨立國家。他的雕像現在聳立在主城區的曼托·馬夫羅傅努斯廣場中央。
1884年2月底，英國旅行者西奧多·本特和梅布爾·本特來到該島參觀，並為該島嶼傳統的葬禮哀歌（mœrologia）進行了紀錄。同時，隨著大規模的航海和商業活動日益增長，該島的經濟迅速復蘇，但在19世紀末再次衰退，特別是在1904年科林斯运河開通和20世紀初第一次世界大战後。驅使米科諾斯人離開了島嶼，到希臘大陸和許多國外地區尋找工作。

### 當代
20世紀中後期，旅遊業很快就成為米科諾斯島經濟的主導業，這很大程度上要歸功於法国雅典学院於1873年開始在德洛斯島進行的重要考古發掘工作。1960年代，米科諾斯島開始受到國際遊客的青睞。在1970年代，米科諾斯成為美國人將其視為裸體海灘的熱門地點。
20世紀80年代後，米科諾斯島蓬勃發展成為熱門的同性戀旅遊勝地。到了21世紀，米科諾斯已經成為希臘最昂貴的島嶼之一。

### 神話
在希臘神話中，米科諾斯島以其第一位統治者米科諾斯（Μύκονος）的名字命名，米科諾斯島是阿波羅的兒子或孫子，同時也是當地的英雄。據說，該島也是巨人之戰的發生地點，即宙斯與巨人族之間的大戰。赫拉克勒斯將無敵的巨人從奧林匹斯山的庇護下引誘出來，最終將他們消滅。根據神話，島上遍布的大岩石據說是巨人的石化屍體。

## 外部連結
- 米科诺斯市镇官方网站 （页面存档备份，存于） （希腊文） （英文）